# CB7
CB7 (Capital Bra 7. Album) ist das siebte Soloalbum des deutschen Rappers Capital Bra. Es erschien am 18. September 2020 über sein eigenes Label Bra Musik bzw. das zur Universal Music Group gehörende Label Urban als Standard-Edition, Deluxe-Edition und Boxset inklusive u. a. Turnbeutel, Cap im Gucci-Design und mehreren Stickern.

## Hintergrund
Nach dem Kollaboalbum Berlin lebt 2 mit Samra zog sich Capital Bra für kurze Zeit aus der Öffentlichkeit zurück und legte eine kleine musikalische Pause ein. Medienberichten zufolge wurde Capital Bra im November 2019 von einem Clan in Berlin erpresst. Am 29. November 2019 erschien die erste Singleauskopplung aus CB7, Der Bratan bleibt der gleiche als Antwort auf die Erpressungen.
CB7 sollte ursprünglich am 4. September 2020 erscheinen, wurde jedoch aufgrund der COVID-19-Pandemie um zwei Wochen auf den 18. September 2020 verschoben.
Der Albumtitel CB7 ist an Capital Bras sechstes Soloalbum CB6 angelehnt.

## Produktion
Das Album wurde komplett von den Musikproduzenten Beatzarre und Djorkaeff produziert (21 Songs). An der Produktion einzelner Tracks waren zusätzlich B-Case (4), Phil the Beat (4), Code-X, Aksil Beats, Bujaa Beats, Iad Aslan, Izzo, Scoresese, 27th, Goldfinger, Kevin Bleibaum, Nico Wendel und Santo (je 1) beteiligt.

## Covergestaltung
Das Cover ist in weißer Marmoroptik gehalten. Mittig befindet sich in rot der Albumtitel CB7. Über dem Albumtitel steht in gleicher Breite der Name des Interpreten. Unten mittig befinden sich die Logos von Capital Bra sowie den Labels Bra Musik und Universal Urban.

## Gastbeiträge
Auf zwölf Liedern des Albums sind neben Capital Bra weitere Künstler vertreten. Jeweils auf einem Track sind Sido, Santos, Bozza, Nimo, Summer Cem, Samra, Clueso, KC Rebell, Cro, Kalazh44, SDP und Gestört aber geil vertreten. Zudem tritt Loredana auf insgesamt zwei Titeln als Gastmusikerin in Erscheinung.

## Titelliste
| #  | Titel                            | Gastmusiker        | Produzent(en)                                     | Länge |
| -- | -------------------------------- | ------------------ | ------------------------------------------------- | ----- |
| 1  | Makarov Komplex II               |                    | B-Case, Beatzarre, Code-X, Djorkaeff              | 2:34  |
| 2  | Keine Helden                     | Sido               | Aksil Beats, Beatzarre, Djorkaeff                 | 2:42  |
| 3  | Nicht verdient                   | Loredana           | Beatzarre, Bujaa Beats, Djorkaeff                 | 2:57  |
| 4  | Papas Passat                     |                    | Beatzarre, Djorkaeff, Phil the Beat               | 2:36  |
| 5  | Seitdem ich klein bin            | Santos             | Beatzarre, Djorkaeff                              | 3:01  |
| 6  | Ich weiß nicht mal wie sie heißt | Bozza              | B-Case, Beatzarre, Djorkaeff                      | 2:49  |
| 7  | Zeit vergeht                     |                    | Beatzarre, Djorkaeff, Phil the Beat               | 3:03  |
| 8  | Früher pleite heute Benz         | Nimo & Summer Cem  | Beatzarre, Djorkaeff, Iad Aslan, Izzo             | 2:32  |
| 9  | 100k Cash                        | Samra              | Beatzarre, Djorkaeff, Scoresese                   | 2:53  |
| 10 | Andere Welt                      | Clueso & KC Rebell | Beatzarre, Djorkaeff                              | 3:10  |
| 11 | Frühstück in Paris               | Cro                | Beatzarre, Djorkaeff, Phil the Beat               | 2:31  |
| 12 | Komm Komm                        |                    | 27th, B-Case, Beatzarre, Djorkaeff                | 2:41  |
| 13 | Eda Özil                         | Kalazh44           | Beatzarre, Djorkaeff, Goldfinger                  | 3:06  |
| 14 | Wenn ich will                    | Loredana           | Beatzarre, Djorkaeff                              | 2:13  |
| 15 | Virus                            | SDP                | B-Case, Beatzarre, Djorkaeff                      | 3:08  |
| 16 | Gestört aber geil                | Gestört aber geil  | Beatzarre, Djorkaeff, Kevin Bleibaum, Nico Wendel | 3:01  |
| 17 | High Five                        |                    | Beatzarre, Djorkaeff                              | 2:29  |
| 18 | Was hast du mit mir gemacht      |                    | Beatzarre, Djorkaeff                              | 2:54  |
| 19 | 1A                               |                    | Beatzarre, Djorkaeff, Phil the Beat               | 2:33  |
| 20 | Der Bratan bleibt der gleiche    |                    | Beatzarre, Djorkaeff, Santo                       | 3:12  |
| 21 | Einsam an der Spitze             |                    | Beatzarre, Djorkaeff                              | 2:51  |

## Rezeption

### Kritiken
| Professionelle Bewertungen | Professionelle Bewertungen |
| -------------------------- | -------------------------- |
| Kritiken                   |                            |
| Quelle                     | Bewertung                  |
| laut.de                    | [ 4 ]                      |

Auf dem deutschsprachigen Online-Magazin laut.de erhielt CB7 einen von möglichen fünf Punkten. Der Rezensent Mirco Leier meint, das Album sei „das musikalische Äquivalent eines neuen iPhones, die dazugehörige Promo-Phase vergleichbar mit einer Apple Keynote.“ Es sei „vollkommen egal, mit welchen Neuerungen Apple und Capital Bra um die Ecke kämen, letzten Endes genüge die schiere Existenz ihrer Produkte, um Groß und Klein (vor allem Klein) die Socken auszuziehen.“ Das Lied Komm Komm wird als einziges Highlight des Albums bezeichnet, wohingegen Ich weiß nicht mal wie sie heißt „der absolute Nullpunkt“ des Albums sei. Auch in der laut.de-Sammlung der „schlimmsten Alben des Jahres 2020“ war CB7 vertreten.

### Chartplatzierungen und Singles
CB7 stieg am 25. September 2020 auf Platz eins in die deutschen Albumcharts ein und konnte sich insgesamt 24 Wochen in den Top 100 halten. Es handelt sich dabei um das vierte Nummer-eins-Album sowie das siebte Top-10-Album von Capital Bra in Deutschland. Des Weiteren konnte sich das Album ebenfalls an der Chartspitze der deutschen deutschsprachigen Albumcharts sowie an der Chartspitze der deutschen Hip-Hop-Charts platzieren. In den deutschen deutschsprachigen Albumcharts ist CB7 das vierte Nummer-eins-Album für Capital Bra, die deutschen Hip-Hop-Charts führte er hiermit zum sechsten Mal an. Am 27. September 2020 erreichte das Album ebenfalls Platz eins in der Schweizer Hitparade. Am 2. Oktober 2020 erreichte CB7 auch in den Ö3 Austria Top 40 die Spitzenposition.
In den deutschen Album-Jahrescharts 2020 belegte es Platz 43, in Österreich Position 24 und in der Schweiz Rang 25.
| ChartsChartplatzierungen | Höchstplatzierung | Wochen |
| ------------------------ | ----------------- | ------ |
| Deutschland (GfK)        | 1 (24 Wo.)        | 24     |
| Österreich (Ö3)          | 1 (38 Wo.)        | 38     |
| Schweiz (IFPI)           | 1 (35 Wo.)        | 35     |

| ChartsJahrescharts (2020) | Platzierung |
| ------------------------- | ----------- |
| Deutschland (GfK)         | 43          |
| Österreich (Ö3)           | 24          |
| Schweiz (IFPI)            | 25          |

Die erste Single Der Bratan bleibt der gleiche wurde am 29. November 2019 als Videosingle ausgekoppelt und stieg in Deutschland und Österreich auf der Spitzenposition der Charts ein. In der Schweiz chartete der Song auf Rang zwei. Am 28. Februar 2020 wurde der Song 100k Cash (feat. Samra) zum Download veröffentlicht, der Rang drei der deutschen und schweizerischen Charts sowie Rang zwei der österreichischen Hitparade belegte. Die dritte Auskopplung Nicht verdient mit Loredana erschien am 30. April 2020 und erreichte die Spitzenposition der deutschen, österreichischen und Schweizer Charts. Am 22. Mai folgte die vierte Single Komm Komm, mit der Capital Bra in Deutschland und Österreich Rang zwei der Singlecharts erreichte. Am 19. Juni erschien die fünfte Auskopplung aus CB7, Ich weiß nicht mal wie sie heißt (feat. Bozza) und erreichte Position drei der deutschen bzw. zwei der österreichischen Charts. Andere Welt (feat. Clueso & KC Rebell) erschien am 24. Juli als sechste Single und erreichte Platz zwei in Deutschland und Österreich. Ende August folgte die siebte Single Frühstück in Paris (feat. Cro) und stieg in Deutschland und Österreich auf der Spitzenposition der Singlecharts erreichte. Die vier letztgenannten Singles erreichten in der Schweiz jeweils Rang drei der Hitparade. Gleichzeitig mit dem Album erschien die letzte Single Einsam an der Spitze, die auf Platz zwei der deutschen und österreichischen Charts einstieg und in der Schweiz Rang fünf erreichte.
Zu allen Auskopplungen wurden auch Musikvideos veröffentlicht.
Nach Erscheinen des Albums konnten sich die Lieder Makarov Komplex II sowie Wenn ich will (feat. Loredana) aufgrund von Streaming und Downloads in der Schweiz auf Platz 31 bzw. 78 in den Singlecharts platzieren, wobei Makarov Komplex II zusätzlich Position 22 der Hitparade in Österreich erreichte. Darüber hinaus platzierten sich am 9. Oktober 2020 die Titel Wenn ich will (#5) und Früher pleite heute Benz (#11) in den deutschen Single-Trend-Charts, womit sie nur knapp die offiziellen Top 100 der Singlecharts verfehlten.
Im Oktober 2020 wurde die Single Nicht verdient mit einer Goldenen Schallplatte für mehr als 200.000 Verkäufe in Deutschland ausgezeichnet, im Oktober 2021 folgte die Single Frühstück in Paris. Im Januar 2021 wurden die Singles Nicht verdient, Ich weiß nicht mal wie sie heißt, Andere Welt und Frühstück in Paris jeweils mit einer Goldenen Schallplatte für über 15.000 verkaufte Einheiten in Österreich ausgezeichnet.